# Минас-Новас
Ми́нас-Но́вас (порт. Minas Novas) — муниципалитет в Бразилии, входит в штат Минас-Жерайс. Составная часть мезорегиона Жекитиньонья. Входит в экономико-статистический  микрорегион Капелинья. Население составляет 31 551 человек на 2006 год. Занимает площадь 1810,772 км². Плотность населения — 17,4 чел./км².
Праздник города — 2 октября.

## История
Город основан в 1730 году.

## Статистика
- Валовой внутренний продукт на 2003 год составляет 61 179 690,00 реалов (данные: Бразильский институт географии и статистики).
- Валовой внутренний продукт на душу населения на 2003 год составляет 1971,69 реалов (данные: Бразильский институт географии и статистики).
- Индекс развития человеческого потенциала на 2000 год составляет 0,633 (данные: Программа развития ООН).